# Atlantic Telegraph Company
Atlantic Telegraph Company — британська компанія, заснована у 1856 році для прокладання телеграфної лінії через Атлантичний океан, будучи першим проєктом такого роду в історії телекомунікацій.

## Історична довідка
Проєкт був результатом угоди між американським бізнесменом Сайрусом Філдом та британськими інженерами Джоном Воткінсом Бреттом і Чарльзом Тілстоном Брайтом й був створений у вигляді комерційного підприємства в грудні 1856 року зі статутним капіталом у 350 тисяч фунтів стерлінгів, залучених переважно від інвесторів з Лондона, Ліверпуля, Манчестера та Глазго. Рада директорів складалась з 18 представників із Сполученого Королівства, 9 із Сполучених Штатів Америки і 3 з Канади. Відомий експериментатор у галузі електротехніки Едвард Вайтхауз (англ. Edward Orange Wildman Whitehouse) був найнятий Сайрусом Філдом на посаду головного електротехніка здійснюваного проєкту. Англо-американський торговець хутром Кертіс Ламсон обійняв посаду віцеголови правління компанії й перебував на ній протягом більше десятка років.
Рада директорів компанії для консультацій найняла фізика і математика Вільяма Томсона, який публічно поставив під сумнів деякі твердження Вайтхауза. Після чого взаємини між двома фахівцями стали досить напруженими. Кульмінація конфлікту явила собою звільнення Вайтхауза після провалу у 1858 році другої спроби реалізації проєкту. Прокладений кабель пропрацював лише близько двох місяців. Відмова кабелю сталася ймовірно через  недостатню гідроізоляцію і кабель зазнав руйнування корозією. Іншою можливою причиною руйнування стали занадто високі напруги, що подавались на лінію з англійського боку з метою прискорення передачі.
Після цього був запропонований новий варіант проєкту прокладки кабелю, який очолив англійський інженер-електрик Кромвель Флітвуд Варлі замість Вайтхауза. Для здійснення уього проєкту було створене дочірнє товариство — Telegraph Construction and Maintenance Company. Спочатку було спроєктовано, випробувано і виготовлено кабель нової конструкції з багатошаровими покриттями та армуванням, що забезпечували його кращу ізоляцію і міцність.
У 1864 році розпочалось вкладання 5100 км кабелю. Як кабелеукладач було вирішено використати найбільше судно тих часів — британський пароплав «Грейт Істерн» водотоннажністю 32 тис. т. Однак 31 липня 1865 року під час вкладання кабель обірвався. Лише у 1866 році з другої спроби вдалось вкласти кабель, що забезпечив довготривалий телеграфний зв'язок між Європою й Америкою, зокрема був відновлений та запущений в експлуатацію і другий телеграфний кабель, що обірвався рік перед тим.
Послуга трансатлантичного телеграфного зв'язку у перший день запуску в комерційну експлуатацію принесла дохід у розмірі 1000 фунтів стерлінгів. А приблизна вартість відправлення телеграми становила $0,0003809 за одне слово на милю.

## Anglo-American Telegraph Company
У 1870 Atlantic Telegraph Company злилася з компаніями-конкурентами New York, Newfoundland & London Telegraph Company та French Atlantic Cable Company й утворили Anglo-American Telegraph Company.